# 은적사 (대구 남구)
은적사(隱跡寺)는 대한민국 대구광역시 남구 봉덕동에 있는 통일신라시대의 전통 사찰이며, 대한불교조계종 제9교구 본사인 동화사(桐華寺)의 말사이다. 

## 역사

### 이름의 유래
‘은적사’라는 이름의 유래는 왕건이 후백제 견훤과의 전투에서 대패한 후 이곳에 피신한 일화에서 비롯되었다. 위기에 빠진 왕건은 신숭겸의 지략으로 절 뒤편의 동굴에 숨어 3일간 머무른 후 탈출에 성공하였고, 그 덕분에 위기를 벗어날 수 있었다. 이후 왕위에 오르게 된 왕건은 그 동굴이 있는 곳에 사찰을 짓도록 명하였고, 그때 지어진 사찰이 바로 현재의 은적사이다. ‘은적(隱蹟)’이라는 이름은 ‘숨다’는 의미의 ‘은(隱)’과 ‘자취’를 뜻하는 ‘적(跡)’에서 유래되었다.

### 연혁
은적사는 926년 신라 경애왕 3년에 고려 태조 왕건의 명으로 영조대사가 창건한 사찰이다. 1644년 (인조 22년) 임진왜란으로 폐허가 된 이후 취감대사가 중창하였으며, 1947년 주지 해응이 사찰을 재건하였다. 이후 1978년 주지 종원이 대웅전을 중건하고, 1981년 주지 장윤이 부설 룸비니유치원을 설립하였다. 1986년 주지 사요는 삼성각, 법해당, 종무소를 중건하였으며, 1992년에는 요사채와 후원채를 다시 세우고 도량의 면모를 새롭게 했다. 1998년 주지 회룡, 2003년 주지 허운과 2006년 ∼ 2014년 주지 허주가 재창하였고, 2014년 12월에 주지 원일이 부임하여 지금에 이르고 있다.
2020년에는 주지 원일이 설법전과 공양간을 신축하면서 가람 구조가 ‘ㄷ’ 자에서 ‘ㅁ’ 자 형태로 변화하였다.
은적사는 창건 이후 일시적으로 역사 기록에서 사라졌지만, 1779년 『범우고』에 성불산에 위치한 사찰로 기록되었고, 이후에도 여러 문헌에 등장하며, 일제강점기까지 사세를 유지해온 것으로 보인다.

## 현황

### 활동 사항
여러 불교 활동이 이루어진다. 은적사에서는 불교의 5대 명절인 석가모니의 출가일, 열반일, 탄신일, 백중일, 성도 재일을 중요시하며, 다양한 불교 행사를 꾸준히 개최하고 있다. 매년 정초 기도 법회, 칠석 기도, 동지 기도 및 매월 음력 초하루 기도 및 칠성, 지장, 관음 재일 기도를 정기적으로 봉행하고 있다. 또한, 은적사는 불우 이웃과 소외된 사람들을 위한 물품 기증과 봉사활동을 활발히 하고 있으며, 저소득층 아이들을 위한 '인적사 룸비니 유치원'도 운영하고 있다.
은적사는 다양한 사회 공헌 및 불교 포교 활동도 활발히 진행하고 있다. 1982년에 창단된 룸비니 어린이합창단은 대구 지역에서 불교 음성을 널리 알리는 중요한 역할을 하고 있으며, 은적사의 룸비니 유치원과 협력하여 음악을 통해 어린 불자들의 꿈과 희망을 표현하는 가을 가족음악회 등 다양한 행사를 주최하고 있다. 이 음악회는 어린이들의 마음을 맑고 희망차게 만들어주는 기회를 제공하며, 은적사의 주지 원일스님의 뜻에 따라 매년 정기적으로 진행된다.
또한, 은적사는 미혼모를 위한 산사음악회와 한문학당을 2005년부터 운영해 오고 있으며, 매년 봄과 가을에는 불교 기초 입문 과정을 통해 새로운 불자들을 양성하고 있다. 은적사는 지역 내 경제적으로 어려운 대학생들에게 장학금을 지원하고 있으며, 매년 연말에는 성금을 기탁하는 등 사회적 책임을 다하고 있다.
은적사는 또한 어린이들을 위한 숲속 여름불교학교를 개설하여 여름방학 동안 부처님을 찾고 자연과 교감하는 활동을 통해 어린이들에게 불교의 가르침을 전하고 있다. 최근에는 명상 프로그램도 운영하여 불교 신도들과 일반 시민들에게 내면의 평화를 찾는 기회를 제공하고 있다.

### 조직, 시설
은적사는 중심 불전인 대웅전과 삼성각, 설법전, 승려들의 수행 공간인 법해당, 그리고 종무소를 포함한 요사 등으로 구성되어 있다.

#### 대웅전
정면 3칸, 측면 3칸의 다포식 팔작 기와지붕 구조로, 내부에는 17세기에 봉안된 목조석가여래좌상이 불단에 모셔져 있다. 이 좌상 뒤에는 후불탱화인 영산회상도와 함께 지장탱화, 신중탱화가 배치되어 있다. 지장탱화는 1888년 금어 우송에 의해, 신중탱화는 1958년에, 동종은 1995년에 조성되었다.

#### 삼성각
맞배 기와지붕 구조로, 내부에 근래에 조성된 목각 칠성탱, 산신탱, 독성탱이 봉안되어 있다.

#### 설법전
정면 3칸, 측면 2칸의 팔작 기와지붕 구조로, 대웅전 마당에서 보면 단층이지만 앞쪽에서 보면 2층 구조로 되어 있으며, 아래층은 공양간이다.

#### 법해당
정면 5칸, 측면 2칸의 팔작 기와지붕 구조로, 승려들의 수행 공간으로 사용된다.

#### 종무소와 요사
종무소를 겸한 요사는 정면 3칸, 측면 2칸의 팔작 기와지붕 구조로 되어 있다.
은적사의 건축물들은 전통적인 팔작 기와지붕 구조를 따르고 있으며, 역사적인 중요성을 지니고 있다.

## 주요 볼거리

### 대구 은적사 목조석가여래좌상
대구 은적사 목조석가여래좌상은 대구광역시 유형문화재 제72호로 지정되었다.

### 왕건굴
왕건굴은 태조 왕건이 3일 동안 지냈다고 전하는 동굴이다. 대웅전 우측 대나무 숲 쪽에 현존하고 있어, 소원성취와 관련해 많은 이들의 발길이 잦다고 한다.

## 같이 보기
- 대구광역시의 유형문화재
- 앞산